# Linne (textil)

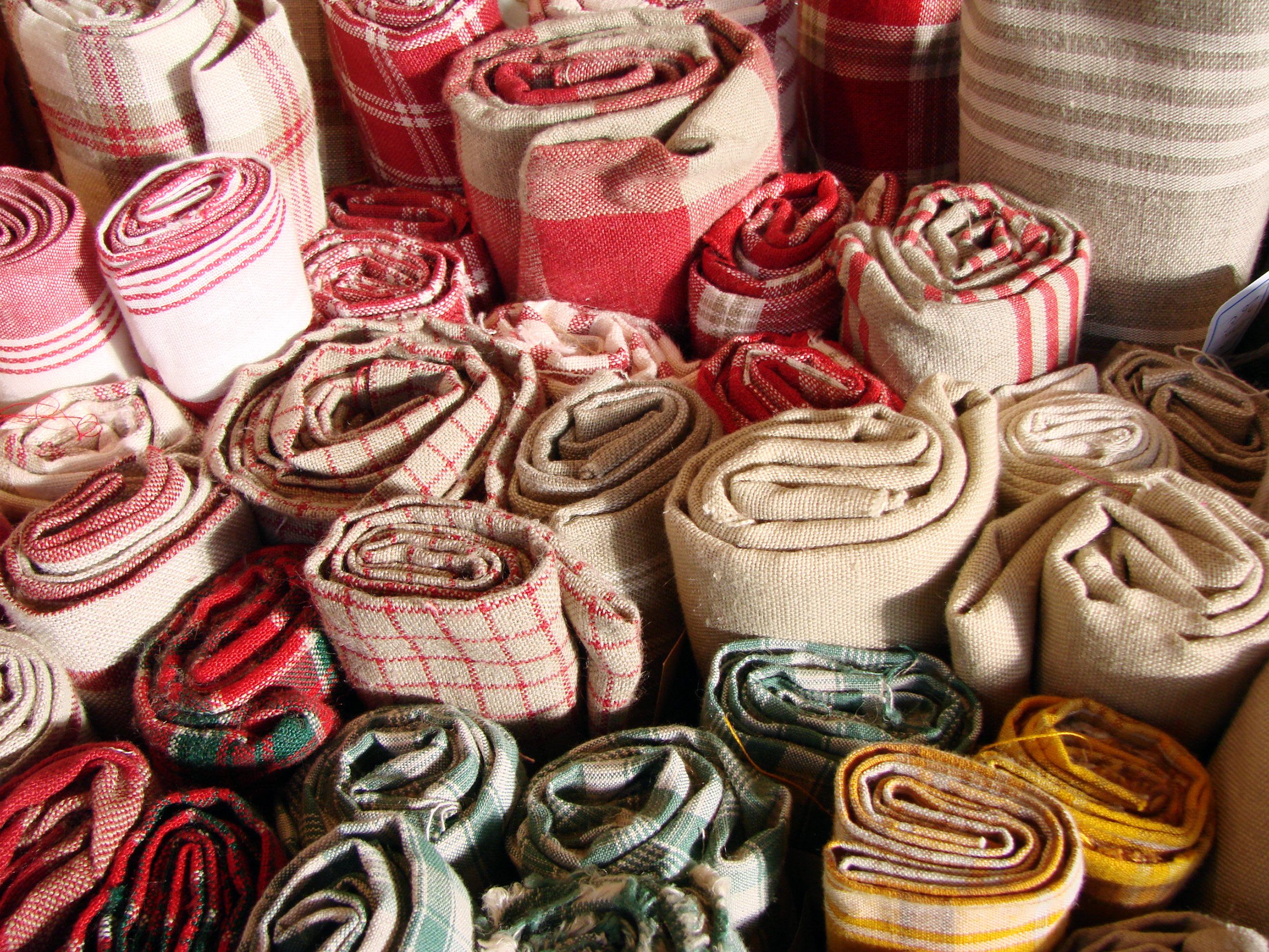
Rullar med hemtextil av linne.

Linne är ett vävt tyg tillverkat av växtfibrer från lin. Linne används också som benämning på hemtextilier (t.ex. sänglinne) och underplagg som är gjorda (eller ursprungligen gjordes) av linne. Produktionen av linne är mycket arbetsintensiv men har förekommit åtminstone sen 5 000 f. Kr.
I ett nutida svenskt hem förekommer linne mestadels i inredningstextilier som bordsdukar, prydnadskuddar och gardiner. Det är också vanligt med äldre, ofta ärvda, kökshanddukar och sängkläder i linne. Linne är också vanligt i sommarkläder och som underlag för broderier. Historiskt, innan den industriella revolutionen, var en stor del av de kläder som användes gjorda av linne. Under en period från ca 1800 till 1980 användes majoriteten av linet till brukstyger men idag dominerar användningen till kläder.
Ett förr vanligt förbandsmaterial, charpi, utgjordes av repat linnetyg som gjorts mjukt genom mekanisk bearbetning med ett vasst föremål.

## Egenskaper
Fibrerna i linet som används vid tillverkningen brukar vara 25–150 centimeter långa, vilket är ovanligt långt för tyger, men bara 12–16 mikrometer i diameter. Linne har hög vattenuppsugningsförmåga, vilket gör det särskilt lämpat till diskhanddukar. Vid mangling får linnefibrerna glans, vilket uppskattas för finare bordsdukar och servetter. Andra positiva egenskaper hos linne är att det inte gillas av nattfjärilar och ängrar samt att det krymper nästan inget vid tvätt.

## Definitioner

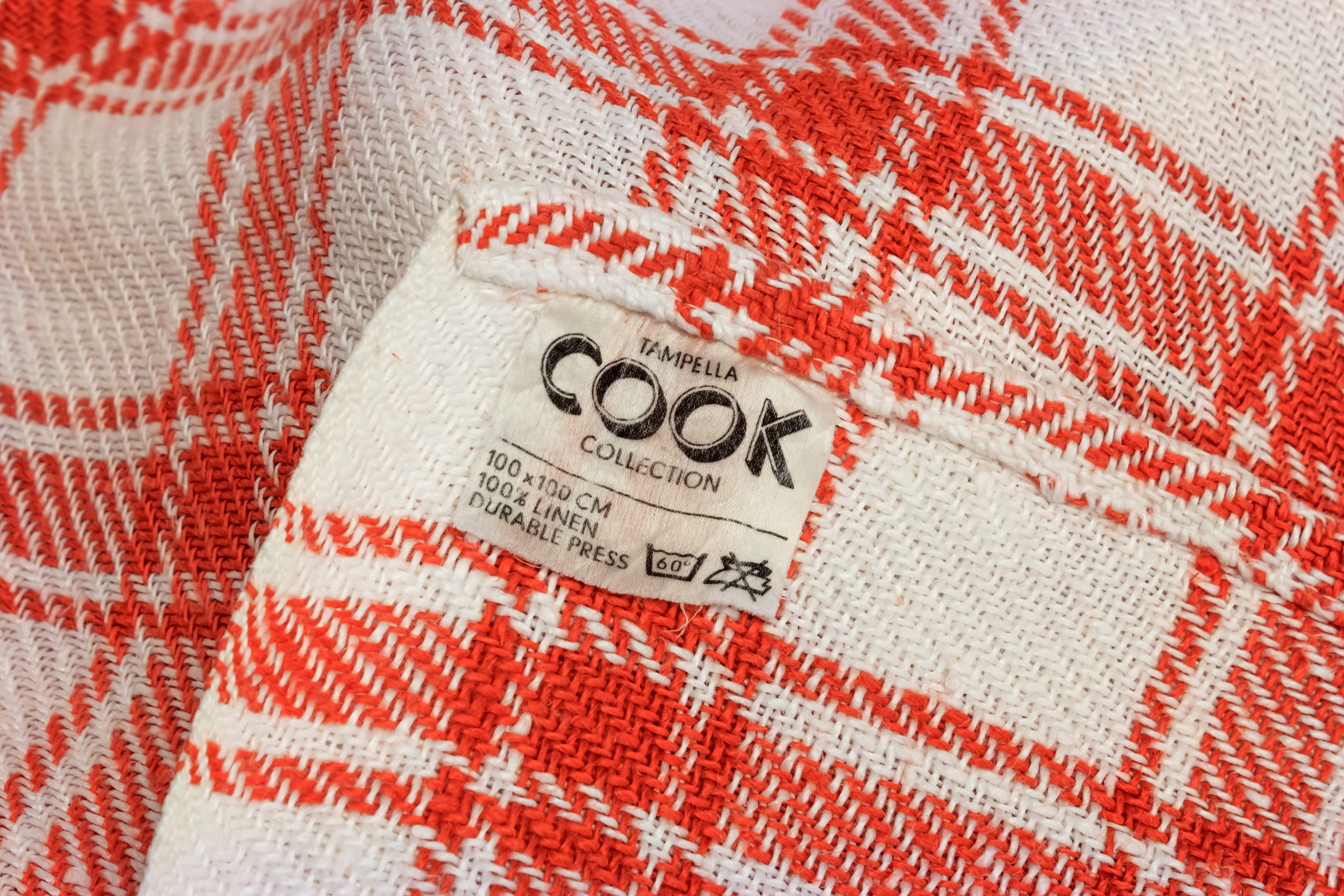
Duk i hellinne tillverkad av Tampella under 1970-80-talet.

Hellinne är tyger som enbart består av lin, dock behöver inte vävkanter, bårder och effekttrådar vara av lin för att varan skall klassas som hellinne.
Halvlinne är tyger där linnefibrerna är uppblandade med maximalt 60% bomullsfibrer. Eftersom linvarpar är förhållandevis svårhanterliga är det vanligt att varpen för hushållets linneförråd utgörs av annat material än rent lingarn, möjligen blandgarnet cottolin, men ofta rena bomullsgarner. Varan klassas som halvlinne om andelen lin i inslaget ändå utgörs av minst 40 % lin. Vävar av cottolin eller lingarn i inslag och bomull i varpen kallas således halvlinne.
Fustian är en äldre benämning på en form av halvlinne där varpen är i linne och inslaget i bomull.

## Produktion
Linne tillverkas numera i relativt liten skala i Sverige vilket ger exklusiva linnetyger. Några stora linneproducerande länder är Kina, Ryssland och Baltikum. Tidigare har även Irland haft stor betydelse.

## Historia
Linne har en mycket lång historia. De äldsta kända fynden av linnetyger härrör från Egypten och 5 000 f. Kr. Linnefibrer bevaras dock mycket dåligt jämfört med ylle, och lin har troligen varit betydligt vanligare än de sparsamt bevarade fynden berättar.
Ett av de äldsta arkeologiska fynden av linfrö härrör från Çatalhöyük och 7 000 f. Kr.
Från Europa norr om alperna har man i de schweiziska pålbyggnadsboplatserna i Egolzwil påträffat rester av linvävnader i tuskaft från omkring 2 000 f. Kr. Även i Tyskland, Holland, Polen och England har man genom fynd av linfrön och avtryck av sådana fått indikationer på att linspånad förekom redan under stenåldern. I Norden finns säkra belägg på linspånad först under äldre järnålder.
Under senrenässansen kom Nederländerna att bli berömda för sina linnevävnader, såväl damaster som släta vävar. Fram till slutet av 1700-talet räknades linet som det viktigaste textila materialet i Europa och odlades över hela kontinenten, men kom under 1800-talet att trängas tillbaka av bomullen.
Under medeltiden kom den svenska linodlingen att koncentreras till Norrland. Kyrkotionde erlades ofta i linneväv, och från omkring 1300 erhöll Hälsningebönderna rätt att erlägga kronoskatten i linne.
Under frihetstiden blev statsmakterna intresserade av att stimulera den inhemska textilindustrin däribland linnetillverkningen. Arbetare skickades till Norrland för att lära tekniken där. Östanbro linnekompani för anlades i Söderhamn men flyttades 1729 till Flor. Manufaktoriet lades ned 1844. En verklig linnefabrik anlades i Vadstena slott av från Holland inflyttade franska vävare. Den nedlades 1830. Linnemanufaktorier började efter hand vävas mera fabriksmässigt även på andra håll, fabriker anlades i Jönköping (Stenbergslinne), Jonsered, Örebro med flera platser. Almedahls fabriker blev det första mekaniska linnespinneriet. Ett mellanting mellan hemslöjd och fabrikstillverkning av linne med det så kallade förlagssystemet hölls under 1800-talet i gång särskilt i Västergötland, Halland och Hälsingland. Den hantverksmässiga framställningen av linne trängdes efter hand ut av fabriksmässig tillverkning, till en början utländsk tillverkning men senare alltmer svenska fabriker.
I början av 1900-talet dominerades den svenska marknaden av Almedal-Dalsjöfors AB, Holma-Hälsinglands lin-spinneri och Marks linnemanufaktur AB.
Linne har historiskt sett mest använts till underplagg och hemtextilier. Växtfärger biter dåligt på linne, och svårigheten att färga linne kan ha varit bidragande till materialets lägre status gentemot ylle. När bomullen kunde konkurrera med linnet i pris ersattes många traditionella linnetextilier i vardagslag av bomull, till exempel sänglinnet. En anledning till att detta skedde var att det var mer omständligt att mekanisera tillverkningsprocessen.

## Fotnoter
1. ↑  Ur textilkonstens historia, Agnes Geijer. 3:e upplagan, 1994
2. 1 2  Oldtidsdragter, E. Munksgaard. 1974
3. 1 2 3 4  Carlquist, Gunnar, red (1937). Svensk uppslagsbok. Bd 17. Malmö: Svensk Uppslagsbok AB. sid. 326